# NBA All-Star Game 1990
 (décembre 2024).
Si vous disposez d'ouvrages ou d'articles de référence ou si vous connaissez des sites web de qualité traitant du thème abordé ici, merci de compléter l'article en donnant les références utiles à sa vérifiabilité et en les liant à la section « Notes et références ».
Le NBA All-Star Game 1990 s’est déroulé le 11 février 1990 dans la Miami Arena de Miami.

## Effectif All-Star de l’Est[1]
- Larry Bird (Celtics de Boston)
- Michael Jordan (Bulls de Chicago)
- Joe Dumars (Pistons de Détroit)
- Charles Barkley (76ers de Philadelphie)
- Dennis Rodman (Pistons de Détroit)
- Kevin McHale (Celtics de Boston)
- Robert Parish (Celtics de Boston)
- Isiah Thomas (Pistons de Détroit)
- Dominique Wilkins (Hawks d’Atlanta)
- Patrick Ewing (Knicks de New York)
- Scottie Pippen (Bulls de Chicago)
- Reggie Miller (Pacers de l’Indiana)

## Effectif All-Star de l’Ouest[1]
- Magic Johnson (Lakers de Los Angeles)
- James Worthy (Lakers de Los Angeles)
- Hakeem Olajuwon (Rockets de Houston)
- David Robinson (Spurs de San Antonio)
- Karl Malone (Jazz de l’Utah)
- Kevin Johnson (Suns de Phoenix)
- Fat Lever (Nuggets de Denver)
- Clyde Drexler (Trail Blazers de Portland)
- John Stockton (Jazz de l’Utah)
- Tom Chambers (Suns de Phoenix)
- Chris Mullin (Warriors de Golden State)
- A.C. Green (Lakers de Los Angeles)
- Rolando Blackman (Mavericks de Dallas)

## Concours
- Vainqueur du concours de tir à 3 points : Craig Hodges

- Vainqueur du concours de dunk : Dominique Wilkins